# Girone il Cortese
Girone il Cortese è un poema in ottave di Luigi Alamanni.

## Storia e trama
Composto nel 1548, il poema segue le avventure di Girone, eroe bretone, e si differenzia dagli scritti del suo tempo in quanto narra di un unico personaggio, re-cavaliere. Parte del ciclo carolingio, pur rifacendosi all'antico romanzo francese omonimo di Rustichello da Pisa, di cui sarebbe un adattamento in versi, si propone come un poema epico cavalleresco che avrebbe dovuto rivaleggiare con quello dell'Ariosto.
Alamanni scrisse Girone il Cortese per volere di Francesco I ma lo dedicò a Enrico II di Francia, presso il quale era a servizio, in esilio per motivi politici.
Secondo S. Jossa, il poema dell'Alamanni sarebbe influenzato sia dal clima rinascimentale francese che da quello italiano, mostrando gli effetti di una transizione dai valori cavallereschi e individualistici come l'amor cortese, ai valori più prosaici e moderni della guerra in nome del bene collettivo.
Il poema dell'Alamanni sarebbe in quest'ottica una pietra miliare della letteratura cinquecentesca e cavalleresca, che ebbe influenza anche sul Tasso.